# Chiesa di Gesù e Maria (Reggio Calabria)
La chiesa di Gesù e Maria è un edificio sacro di Reggio Calabria che si trova nel centro cittadino tra  via del Torrione e  via Crisafi. 
La chiesa, di stile classico, possiede una facciata lineare, preceduta da loggetta pensile e scale laterali.
Ricostruita dopo il terremoto del 1908  su progetto dell'ingegnere Gino Zani, nello stesso sito in cui sorgeva precedentemente. La chiesa presenta una struttura a tre navate molto luminose. Nella navata destra è possibile ammirare il monumento funebre del cantore Giuseppe Morisani (XVIII secolo), illustre storico, letterato e archeologo reggino del XVIII secolo, e un crocefisso del XIX secolo. Inoltre sono presenti una Via Crucis in pannelli di bronzo, due Angeli che sorreggono il trono, i leggii e il pannello dell'altare maggiore, opere dello scultore Ennio Tesei. La cripta conserva le cosiddette “varette”, figure di cartapesta della scuola napoletana condotte in processione il Venerdì santo.